# William Patenson
William Patenson (Durham, ... – Tyburn, 22 gennaio 1591) è stato un presbitero e missionario inglese, martire per la fede e proclamato beato nel 1929.

## Biografia
Ammesso al Collegio Inglese a Reims il 1º maggio 1584, fu ordinato sacerdote nel settembre 1587 e partì per la missione inglese il 17 gennaio 1588.
La terza domenica di Avvento del 1591, disse Messa nella casa di Lawrence Mompesson a Clerkenwell, e mentre cenava con un altro prete, James Young, i cacciatori di preti li sorpresero. Young riuscì a nascondersi, ma Patenson fu arrestato e condannato dall'Old Bailey dopo Natale. Secondo Young, mentre era in prigione, Patenson convertì e riconciliò tre o quattro ladri prima della loro morte. La notte prima del suo martirio, secondo Richard Verstegan, Patenson convertì sei dei sette criminali che avevano occupato con lui la cella dei condannati a morte. Per questo motivo, fu fatto a pezzi mentre era ancora cosciente e squartato vivo.

## Fonti
- (EN) Venerable William Patenson, in Catholic Encyclopedia, New York, Encyclopedia Press, 1913.
- John Hungerford Pollen, Acts of the English Martyrs (London, 1891), pp. 115–117
- John Hungerford Pollen, English Martyrs 1584–1603 (London, 1908), pp. 208, 292
- Richard Challoner, Memoirs of Missionary Priests, I, no. 94 (London, 1843), pp. 292–293
- Thomas Francis Knox, Douay Diaries (London, 1878), pp. 201, 217, 222